# Сергеев, Николай Дмитриевич
Никола́й Дми́триевич Серге́ев (22 сентября [5 октября] 1909, село Старые Петровцы, Киевская губерния — 11 февраля 1999, Москва) — советский военачальник, адмирал флота (1970). Начальник Главного штаба ВМФ — первый заместитель Главнокомандующего Военно-Морским флотом СССР (1964—1977).

## Довоенное время
Русский. Родился в семье учителя. После гражданской войны семья переехала в город Бровары, там в 1925 году окончил школу-семилетку. Приехал в Киев, работал в мастерских «Кибуч» на заводе «Металлист», одновременно учился на электрика в профшколе.
На службе в Рабоче-Крестьянском Красном флоте с октября 1928 года, по комсомольской путёвке. Окончил с отличием Военно-морское училище имени М. В. Фрунзе в 1931 году (штурманский класс). Член ВКП(б) с 1930 года. После выпуска из училища направлен для прохождения службы на Амурскую военную флотилию: с ноября 1931 года был там вахтенным начальником монитора «Свердлов», с февраля 1932 года — начальником службы снабжения, затем командир артиллерийского сектора монитора «Сунь Ят-Сен», с апреля 1933 — помощник командира этого монитора. С марта 1937 года — командир монитора «Дальневосточный комсомолец».
9 июля 1938 года в звании капитан-лейтенанта назначен врид командира 2-го дивизиона мониторов флотилии, но уже 20 июля был арестован органами НКВД СССР по обвинению в шпионаже в пользу Японии и Гоминьдана, в тот же день исключён из ВКП(б) и уволен с флота. Не признал себя виновним в предъявленных обвинениях. 7 февраля 1939 года освобождён из тюрьмы и восстановлен на флоте как необоснованно репрессированный.
С апреля 1939 года — командир 2-го отдельного дивизиона мониторов Амурской военной флотилии. В январе 1940 года направлен в академию. В мае 1941 года окончил Военно-морскую академию имени К. Е. Ворошилова (командный факультет). Оставлен в этой академии адъюнктом.

## Великая Отечественная война
С началом Великой Отечественной войны капитан 3-го ранга Н. Д. Сергеев из академии направлен для дальнейшей службы в Главный морской штаб РККФ, где служил командиром и старшим командиром (с апреля 1942) по оперативной части 5-го (Тихоокеанского) отдела в Оперативном управлении. В мае 1943 года назначен командиром 3-й бригады речных кораблей Волжской военной флотилии. В это время флотилия уже не вела непосредственных боевых действий, но авиация противника непрерывно минировала фарватеры Волги с целью затруднить поставки бакинской нефти в центральные районы страны. Большое количество мин оставалось также после аналогичных действий врага в 1942 году, поэтому в навигацию 1943 года все корабли флотилии вели непрерывное боевое траление Волги и активно боролись с вражеской авиацией. С сентября 1943 года — начальник штаба Волжской военной флотилии.
После расформирования флотилии в июне 1944 года вновь служил в Главном морском штабе: заместитель начальника отдела, с декабря 1944 года — начальник отдела внешних коммуникаций.

## Послевоенное время

Могила Н. Д. Сергеева на Новодевичьем кладбище Москвы.

С сентября 1945 года — начальник отдела в Главном штабе Военно-морского флота СССР, с апреля 1947 года — помощник начальника, а с 1949 года — заместитель начальника Оперативного управления там же. С марта 1950 года — начальник Главного организационного управления — заместитель начальника Морского Генерального штаба. Участвовал в выработке основных решений по вопросам послевоенного развития ВМФ СССР и в ряде важнейших событий на флоте, в том числе в заседаниях Главного военного совета ВМФ в августе 1951 года, на котором И. В. Сталиным было принято решение о снятии с должности военно-морского министра И. С. Юмашева и назначении министром Н. Г. Кузнецова  С декабря 1952 года — командующий Беломорской военной флотилией. В 1954 году возглавил плавание одного из кораблей флотилии к архипелагу Новая Земля с группой учёных и высокопоставленных военных для выбора места советского ядерного полигона, в следующем 1955 году возглавлял подготовительные работы со стороны флота при проведении первого подводного ядерного взрыва.
С декабря 1956 года — начальник Оперативного управления — заместитель начальника Главного штаба ВМФ. С июня 1964 года — начальник Главного штаба ВМФ — первый заместитель Главнокомандующего Военно-Морским флотом СССР. Возглавляя Главный штаб ВМФ СССР на протяжении 13-ти лет (более, чем кто бы то ни было) в период «холодной войны» и активного строительства советского атомного подводного флота, сыграл большую роль в развитии флота. Воинское звание адмирал флота присвоено 30 апреля 1970 года. С июня 1977 года — военный инспектор-советник Группы генеральных инспекторов Министерства обороны СССР.
Избирался депутатом Верховного Совета РСФСР 4-го созыва (1955—1959).
С 1992 года — в отставке. Жил в Москве. Похоронен на Новодевичьем кладбище.

## Воинские звания
- Старший лейтенант (22.03.1936)
- Капитан-лейтенант (1.04.1937)
- Капитан 3-го ранга (26.03.1939)
- Капитан 2-го ранга (1941)
- Капитан 1-го ранга (18.03.1943)
- Контр-адмирал (11.05.1949)
- Вице-адмирал (18.02.1958)
- Адмирал (16.06.1965)
- Адмирал флота (29.04.1970)

## Награды
- Орден Жукова (Российская Федерация, 1995 год)
- Два ордена Ленина (1959, 1967)
- Орден Октябрьской Революции (1978)
- Три ордена Красного Знамени (1943, 1949, 1958)
- Орден Нахимова 2-й степени (8.07.1945)
- Два ордена Отечественной войны 1-й степени (22.01.1944, 11.03.1985)
- Орден Трудового Красного Знамени (1969)
- Три ордена Красной Звезды (22.03.1943, 3.11.1944, 1963)
- Орден «За службу Родине в Вооружённых Силах СССР» 3-й степени (1989)
- Медали России и СССР
- Государственная премия СССР (1974)
- именное оружие (1959)

иностранные награды
- Орден «9 сентября 1944 года» 1-й степени с мечами (Болгария, 14.09.1974)
- Офицерский крест ордена Возрождения Польши (Польша, 6.10.1973)
- Орден Красного Знамени (Монголия, 6.07.1971)[13]
- Орден «Звезда дружбы народов» в серебре (ГДР, после 1980)
- Медаль «30 лет Победы над милитаристской Японией» (МНР, 1975)
- Медаль «50 лет Монгольской Народной Армии» (МНР, 1971)
- Медаль «60 лет Вооруженным силам МНР» (МНР, 1981)
- Медаль «20-я годовщина Революционных Вооруженных сил Кубы» (Куба, 1978)
- Медаль «30-я годовщина Революционных Вооруженных сил Кубы» (Куба, 1986)
- Медаль «90 лет со дня рождения Георгия Димитрова» (Болгария, 1974)
- Медаль «100 лет со дня рождения Георгия Димитрова» (Болгария, 1982)
- Медаль «40 лет Победы над гитлеровским фашизмом» (Болгария, 1985)
- Медаль «За укрепление дружбы по оружию» в золоте (ЧССР)
- Медаль «Братство по оружию» (Польша, 12.10.1988)